# 内積
線型代数学における内積（ないせき、英: inner product）は、（実または複素）ベクトル空間上で定義される非退化かつ正定値のエルミート半双線型形式（実係数の場合には対称双線型形式）のことである。二つのベクトルに対してある数（スカラー）を定める二項演算であるためスカラー積（スカラーせき、英: scalar product）ともいう。内積を備えるベクトル空間は内積空間と呼ばれ、内積の定める計量を持つ幾何学的な空間とみなされる。エルミート半双線型形式の意味での内積はしばしば、エルミート内積またはユニタリ内積と呼ばれる。

## 定義
複素数体 ℂ 上のベクトル空間 V 上で定義された二変数の写像 ⟨,⟩: V × V → ℂ が内積あるいはエルミート内積であるとは、x, y, z ∈ V および λ ∈ ℂ を任意として
- 第一変数に関する線型性: ⟨λx + y, z⟩ = λ⟨x, z⟩ + ⟨y, z⟩;
- 第二変数に関する共軛線型性（英語版）: ⟨x, λy + z⟩ = λ⟨x, y⟩ + ⟨x, z⟩;
- エルミート対称性: ⟨x, y⟩ = ⟨y, x⟩;
- 非退化性: V の元 x に対して ⟨x, x⟩ = 0 ならば x = 0;
- 半正定値性: V の任意の元 x に対して ⟨x, x⟩ ≥ 0

を満たすことを言う（ここで上付きのバー • は複素共役を表す）。すなわち、複素ベクトル空間上の内積は非退化正定値のエルミート形式である。
実ベクトル空間の場合も同様で、実ベクトル空間 V 上の二変数の写像 ⟨,⟩: V × V → ℝ が内積であるとは、それが非退化正定値の対称双線型形式であるときに言う。
場合によっては、非負の「半定値」半双線型形式を考える必要があることがある。つまり、⟨x, x⟩ は非負であることのみが要求され、非退化でないものも考えるということである（後述）。

## 基本性質
エルミート対称性に注意すれば、任意の x に対して {\displaystyle \langle x,x\rangle ={\overline {\langle x,x\rangle }}} ゆえ、これは実数値である。さらに半双線型性により {\displaystyle \langle -x,x\rangle =-1\langle x,x\rangle ={\overline {-1}}\langle x,x\rangle =\langle x,-x\rangle } が成り立つ。
線型性により、「x = 0 ならば ⟨x, x⟩ = 0」が成り立ち、また非退化性はその逆「⟨x, x⟩ = 0 ならば x = 0」を言うものであるから、これらを合わせて、⟨x, x⟩ = 0 ⇔ x = 0 を得る。
内積の半双線型性を用いれば、平方展開 {\displaystyle \langle x+y,x+y\rangle =\langle x,x\rangle +\langle x,y\rangle +\langle y,x\rangle +\langle y,y\rangle =\langle x,x\rangle +2\Re \langle x,y\rangle +\langle y,y\rangle } が成り立ち、特に係数体が ℝ の場合には内積は対称だから、{\displaystyle \langle x\pm y,x\pm y\rangle =\langle x,x\rangle \pm 2\langle x,y\rangle +\langle y,y\rangle } を得る。また線型性においてスカラーについて特に考えないとき {\displaystyle {\begin{aligned}\langle x+y,z\rangle &=\langle x,z\rangle +\langle y,z\rangle ,\\\langle x,y+z\rangle &=\langle x,y\rangle +\langle x,z\rangle \end{aligned}}} が成り立つが、これは分配性あるいは加法性（双加法性）とも呼ばれる。

## 例
様々な空間に複数通りの内積が定義できる。一覧表で概要を、各節で詳細を説明する。
| ベクトル空間 | 内積関数                                                                             | notes                                                                 |
| ------------ | ------------------------------------------------------------------------------------ | --------------------------------------------------------------------- |
| ℝn           | {\displaystyle {\boldsymbol {x}}^{\top }{\boldsymbol {y}}=\sum _{i=1}^{n}x_{i}y_{i}} | 別名: 標準内積                                                        |
| ℝn           | {\displaystyle {\boldsymbol {x}}^{\top }A{\boldsymbol {y}}}                          | A は正定値対称行列 {\displaystyle \langle x,y\rangle _{A}} とも表記   |
| ℂn           | {\displaystyle {\bar {x}}^{\top }y=\sum _{i=1}^{n}{\bar {x}}_{i}y_{i}}               |                                                                       |
| ℂn           | {\displaystyle {\bar {x}}^{\top }Hy}                                                 | H は正定値エルミート {\displaystyle \langle x,y\rangle _{H}} とも表記 |
| Sn×n         | {\displaystyle \operatorname {Tr} (XY)}                                              |                                                                       |
| L2(Ω)        | {\displaystyle \int _{\Omega }f{\bar {g}}\,d\mu }                                    |                                                                       |

実n次元ベクトル空間 ℝn
実 n-次元数ベクトル空間 ℝn において、任意の二元 x = (x1, x2, …, xn), y = (y1, y2, …, yn) に対し、{\displaystyle \langle x,y\rangle :=\sum _{i=1}^{n}x_{i}y_{i}} とすると、この ⟨,⟩ は（正定値な）内積の性質を満たす。これを、ℝn の標準内積と呼ぶ。標準内積は ℝn を n行1列の行列と同一視することで、転置⊤と行列積を用いて {\displaystyle \langle x,y\rangle =x^{\top }y}と表わせる。また、n 次の（正定値）対称行列 A を用いて {\displaystyle \langle x,y\rangle _{A}:=x^{\top }Ay} とおくと、これも（正定値）内積の性質を満たす。
複素n次元ベクトル空間 ℂn
複素 n-次元数ベクトル空間 ℂn において、任意の二元 x = (x1, x2, …, xn), y = (y1, y2, …, yn) に対し、 {\displaystyle \langle x,y\rangle :=x^{\top }{\bar {y}}=\sum _{i=1}^{n}x_{i}{\bar {y}}_{i}} とすると、この ⟨,⟩ はエルミート内積の性質を満たす。また、n 次の（正定値）エルミート行列 H を用いて {\displaystyle \langle x,y\rangle _{A}:=x^{\top }H{\bar {y}}} とおくと、これも（正定値）エルミート内積の性質を満たす。
対称行列の空間 Sn×n
n 次対称行列の空間 Sn×n について、X, Y ∈ Sn×n に対して {\displaystyle \langle X,Y\rangle :=\operatorname {Tr} (XY)} と取ると、これは内積を与える。
L2空間 L2(Ω)
Ω をユークリッド空間の開集合とする。Ω 上の二乗可積分な関数全体の成す集合を関数がほとんど至る所等しい（測度零の集合上でとる値を除いて等しい）という同値関係で割って得られるルベーグ空間 L2(Ω) には、二乗可積分関数 f, g について {\displaystyle \langle f,g\rangle :=\int _{\Omega }f(x){\overline {g(x)}}\,dx} と置いて、エルミート内積が定まる。より一般に、(Ω, F, μ) を測度空間とすると、L2(Ω, μ) の二元 f, g について {\displaystyle \langle f,g\rangle :=\int _{\Omega }f{\bar {g}}\,d\mu } と置いたものはエルミート内積の性質を満たす。

## 内積の幾何学性
一つのベクトル空間に定義される内積は 一つとは限らない。また、ある内積 ⟨⋅, ⋅⟩ に対して {\displaystyle \lVert x\rVert :={\sqrt {\langle x,x\rangle }}} と定めると、1 つのノルム ‖ ⋅ ‖ が定義できる。これを内積が誘導するノルムまたは内積が定めるノルムと呼ぶ。ノルムは与えられた内積ではかった "ベクトルの大きさ" であり、{\displaystyle \cos \theta ={\frac {\langle a,b\rangle }{\lVert a\rVert \lVert b\rVert }}} とおくことで、二つのベクトルのなす角が定められる。この意味で内積はベクトル空間に計量 (metric) を定めるという。
このように定義されたノルムは必ず中線定理 {\displaystyle \lVert x+y\rVert ^{2}+\lVert x-y\rVert ^{2}=2(\lVert x\rVert ^{2}+\lVert y\rVert ^{2})} を満たすという意味で、この等式は幾何学的な性質を示すものと捉えられる。逆に与えられたノルムが内積から誘導されるものであるならば、（実数体 ℝ 上の内積空間のとき）{\displaystyle \langle x,y\rangle :={\frac {1}{4}}(\lVert x+y\rVert ^{2}-\lVert x-y\rVert ^{2})\qquad (\forall x,y)} または（複素数体 ℂ 上の内積空間のとき）{\displaystyle \langle x,y\rangle :={\frac {1}{4}}((\lVert x+y\rVert ^{2}-\lVert x-y\rVert ^{2})+i(\lVert x+iy\rVert ^{2}-\lVert x-iy\rVert ^{2}))\qquad (i={\sqrt {-1}},\,\forall x,y)} で定められる函数 ⟨⋅, ⋅⟩ は内積の性質を満たし、所期の通り与えられたノルムはこの内積から誘導される。この関係式を分極恒等式または偏極恒等式という。
このように、内積はベクトル空間の代数的な性質と幾何的な性質の橋渡しをするものである。詳細については計量ベクトル空間の項を参照されたい。

## 一般化
内積の公理を適当に弱めることにより、内積を一般化する概念を考えることができる。

### 退化内積（半内積）
内積と最も関連性の高い一般化は、双線型性や共軛対称性はそのままに、正定値性に関する要請を弱めるものである。ベクトル空間 V とその上の半正定値半双線型形式 ⟨,⟩ に対して、写像 {\displaystyle \lVert x\rVert ={\sqrt {\langle x,x\rangle }}} は意味を持ち、‖ x ‖ = 0 が x = 0 を導かないこと以外はノルムの性質をすべて満足する（このような汎函数は半ノルムと呼ばれる）。商線型空間 W = V/{x : ‖ x ‖ = 0} を考えると、半双線型形式 ⟨,⟩ は W 上の内積を誘導する。
このような内積空間の構成法は様々な場面で用いられ、特に重要な例はゲルファント＝ナイマルク＝シーガル構成法である。ほかにも任意の集合上の半正定値核函数の表現などが例に挙げられる。

### 非退化共軛対称形式（不定値内積）
別な方向での一般化は、（正定値性を落として）対付ける写像が単に非退化双線型形式であるようにするものである。これは各非零元 x は適当な y を取って ⟨x, y⟩ ≠ 0 とすることが（y = x でなくてもいいから）できるということであり、即ち双対空間に引き起こされる写像 V → V* が単射ということである。この一般化は微分幾何学で重要である。リーマン多様体は各接空間が内積を持つ多様体であるが、これを弱めて非退化共軛対称形式を持つ場合を考えたものは擬リーマン多様体である。シルベスターの慣性法則によれば、任意の内積がベクトルの集合上の正値荷重を持つ点乗積に相似であるのと同様に、任意の非退化共軛対称形式はベクトルの集合上の非零荷重を持つ点乗積に相似になり、またこのとき正および負の荷重の個数はそれぞれ正および負の指数と呼ばれる。ミンコフスキー空間におけるベクトルの積は「不定値内積」の例だが、技術的な言い方をすれば、これは上で述べた標準的な定義に従う「内積」ではない。ミンコフスキー空間は実四次元で、各符号 (±) の指数は 3 および 1 （符号数 (3,1)}）である。
（正定値性に触れない）純代数的な主張はふつう非退化性（単射準同型 V → V*) のみに依存して決まり、ゆえにより一般の状況においても成立する。

## 関連のある積について
「内積」(inner) という語は「外積」(outer) の反対という意味での名称だが、外積は（きっちり反対というよりは）もう少し広い状況で考えることができる。簡単のため座標をとって、内積を 1×n 「余」ベクトルと n×1 ベクトルとの積と見るとき、これは 1×1 行列（つまりスカラー）を与えるが、外積は m×1 ベクトルと 1×n 余ベクトルを掛けて m×n 行列が得られる。ここで注意すべきは、内積は同じ次元のベクトルと余ベクトルとの積でないといけないが、外積は相異なる次元の余ベクトルとベクトルを掛けることができる点である。次元が同じである場合、内積は外積のトレースに一致する（トレースがとれるのは正方行列だけなので、次元が異なる場合は考察できない）。
内積あるいはより一般に不定値内積を持つ（従って同型 V → V* を持つ）ベクトル空間上では、ベクトルを余ベクトルにすることができる（座標をとって考えるならば、転置をとることに相当する）から、内積および外積は単純にベクトルと余ベクトルとの積ではなくて、ベクトル同士の積として捉えることができる。より抽象的に述べれば、外積はベクトルと余ベクトルとの対を階数 1 の線型写像へ写す双線型写像 W × V* → Hom(V,W)（すなわち (1,1)-型単純テンソル）であり、内積は余ベクトルのベクトルにおける値を評価する双線型な評価写像 V* × V → F である。ここで、各写像の定義域において直積をとる順番は、余ベクトルとベクトルとの区別を反映していることに注意。
上記の内積と外積に対して、混同するべきではないがよく似た積として内部積 (interior) と外（部）積 (exterior) というのが、ベクトル場や微分形式に対する、あるいはより一般に外積代数における演算として定義される。さらにややこしいことに、幾何代数において、内積 (inner) と（グラスマン）外積 (exterior) は幾何積（クリフォード線型環におけるクリフォード積）に統合される（内積は二つのベクトル (1-階ベクトル) をスカラー (0-階ベクトル) へ写し、外積は二つのベクトルを二重ベクトル (2-階ベクトル) へ写す）。そしてこの文脈においてグラスマン積はふつうは「外積」(outer)（あるいはウェッジ積）と呼ばれ、またこの文脈での内積は（考える二次形式が必ずしも正定値であることを要求されないという意味では「内積」でないので）スカラー積と呼ぶのが形式上はより適切である。